# 丽江乌头
丽江乌头（学名：Aconitum forrestii）为毛茛科乌头属下的一个种。